# Nesim Tahirović
Nesim Tahirović (Tuzla, Banovina del Drina, Estado Independiente de Croacia, 23 de octubre de 1941 - Tuzla, Bosnia y Herzegovina, 14 de agosto de 2020) fue un pintor y escultor bosnio.

## Trayectoria
Estudió en Belgrado con Kosta Hakman, entre otros. Ha participado en más de sesenta exposiciones individuales y más de cien colectivas, nacionales e internacionales, y recibido varios premios de pintura y diseño escénico. Ha vivido y trabajado en Italia, Polonia y Alemania. Fue miembro de la Asociación de Artistas Visuales de Bosnia y Herzegovina (ULUBiH) y de la Asociación de Artistas de Artes Aplicadas de Bosnia y Herzegovina (ULUPUBiH).[cita requerida]
Falleció a los setenta y ocho años el 14 de agosto de 2020 a causa de una enfermedad.